# Ignaz Franz Castelli

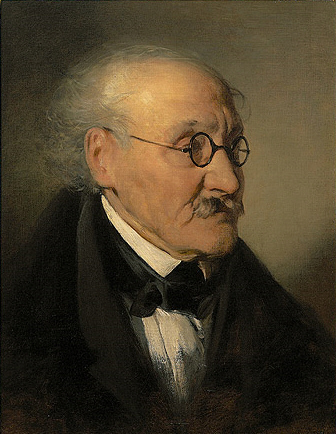
Friedrich von Amerling portréja az idős íróról

Ignaz Franz Castelli (Bécs, 1781. március 6. – Bécs, 1862. február 5.) osztrák költő, drámaíró.

## Életútja
Író, költő és színpadi szerző volt. Több harci és honvédelmi dala, főképp pedig a németek ajkán nagyon ismeretes Kriegslied für die österreichische Armee (Harci dal az osztrák haderőnek) c. dala miatt Napóleon császár rendőrsége 1809-ben kerestette, előle Magyarországra menekült. A svájci család c. operájával, melyet Weigl zenésített meg, 1811-ben rávette Lobkowitz herceget, hogy udvari színházköltőnek nevezze ki. Élete utolsó éveit nagyrészt lilienfeldi birtokán töltötte.
Castelli, a joviális bécsi humor egyik fő képviselője, sokoldalú és igen termékeny költő volt. A Kärtnertortheater munkatársaként legalább 200 szórakoztató darabot alkalmazott színpadra. Constantia, portugál király leánya c. drámáját magyarra fordította Láng Ádám (kiadták Kassán 1824-ben). Jó kedélyű tréfája szerencsésebben nyilatkozik meg költeményeiben: Gedichte in niederösterricher Mundart (Költemény alsó-ausztriai népnyelven) (Bécs, 1828); Schicksalsstrumpf c. darabjában (Lipcse, 1818) megkísértette Müllner és Honwald végzet-tragédiáit travesztálni. Élete végső éveiben közzétette Emlékiratait (Memoiren meines Lebens, 4 kötetben, Bécs 1861-62). Irásainak válogatott gyűjteményét már ezt megelőzően adta ki 22 kötetben. Egyéb kiadványai: Wörterbuch der Mundart in Oesterreich unter der Enns (1847); Selam (7 köt. zsebkönyv, 1812-18); Huldigung der Frauen (szintén zsebkönyvek Lipcse és Bécs 1823-48).
A bécsi kispolgári humor és kedélyesség hangulatát árasztó, és alsó-ausztriai nyelvjárásban írt verseit 1928-ban adta ki. Ezzel elindítója lett az osztrák lírában az úgynevezett dialektus-költészetnek.
Buzgó gyűjtő is volt: hátrahagyott egy 12 000 színdarabból álló könyvtárat és ismertebb színészek és drámai költők arcképeinek, továbbá bécsi (1606 óta) színlapoknak gyűjteményét.

## Magyarul
- Constantia, Portugall-király' leánya. Dráma; ford. Láng Ádám; Vajda, Kassa, 1824
- Cselre – cselt. Vígopera 1 felv.-ban; szöveg I. F. Castelli, modern színre alk. Robert Hirschfeld, ford. Harsányi Zsolt; Csáthy, Debrecen–Bp., 1928 (A Magyar Kir. Operaház Szövegkönyvei)